# Bezirksmuseum Josefstadt

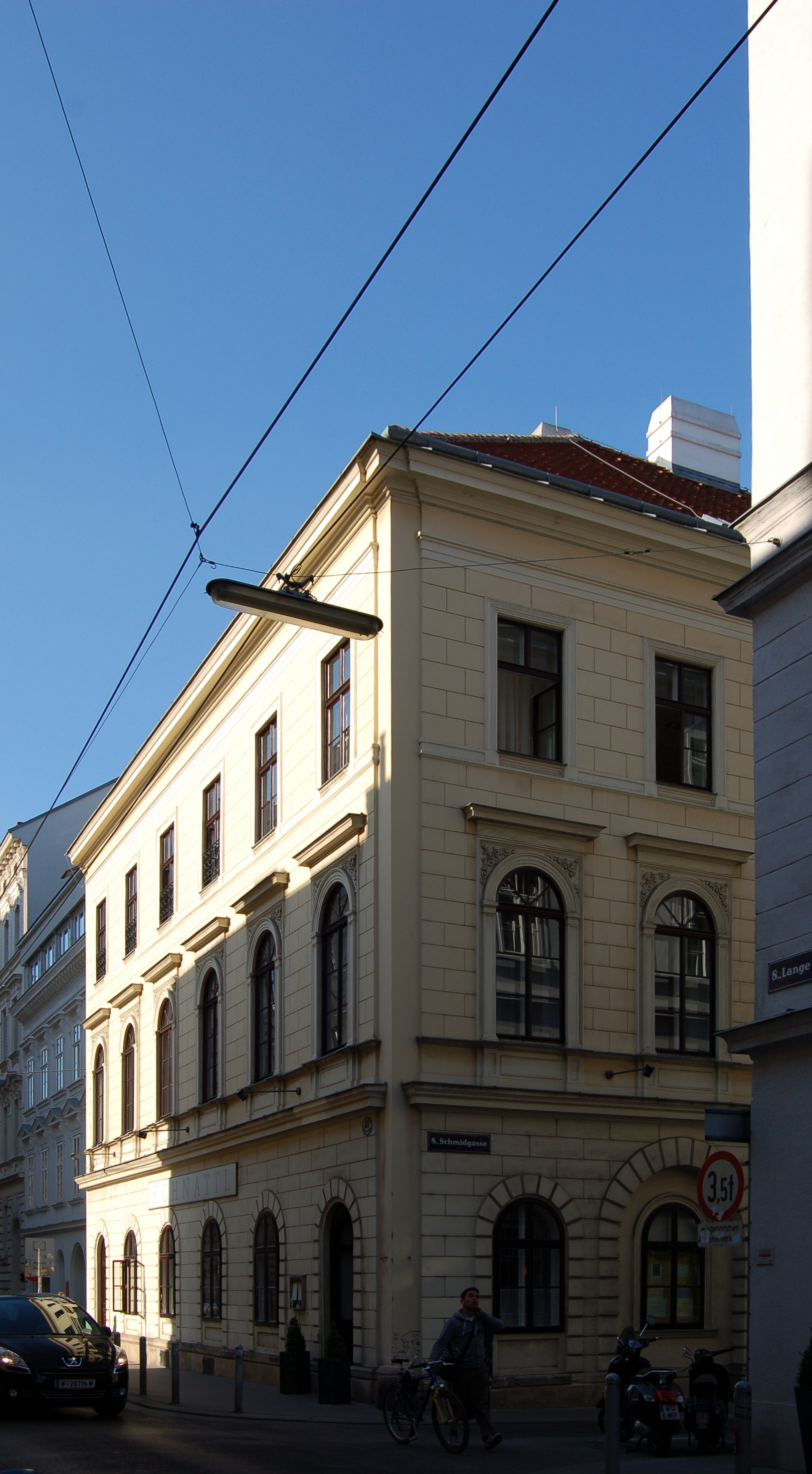
Bezirksmuseum Josefstadt

Das Bezirksmuseum Josefstadt ist ein dem 8. Wiener Gemeindebezirk Josefstadt gewidmetes Bezirks- und Heimatmuseum an der Adresse Schmidgasse 18.
Das Bezirksmuseum Josefstadt wurde auf Initiative von Josef Berka 1938 gegründet. In einem Depot in der Strozzigasse wurden die ersten Exponate gesammelt, wobei ein 1943 gegründeter Unterstützungsverein hilfreich beistand. 1945 zerstörte ein Bombentreffer das Depot. 1948 kam es zur Etablierung des Museums im Amtshaus am Schlesinger Platz, zunächst auf schmalster Basis. 1954–1992 war Ludwig Sackmauer Leiter des Museums; an ihn erinnert im 8. Bezirk der Ludwig-Sackmauer-Platz. 1962 bezog das Museum Räumlichkeiten im Haus der Jugend in der Zeltgasse, bevor 1981 der heutige Standort in der Schmidgasse 18 gefunden wurde.
Heute zeigt das Bezirksmuseum etwa 20.000 Exponate auf einer Gesamtfläche von 656 m² und dokumentiert so die Entwicklung des heute citynahen bürgerlichen Bezirks. Tafeln mit verschiedenen Typen von Haus- und Konskriptionsnummern sowie Straßenschildern geleiten den Besucher in die Dauerausstellung. Diese zeigt unter anderem die historischen Pläne von Nikolaus Meldemann von 1531, Van Alten-Allen 1683 bzw. 1686, Anguissola-Marinoni 1706 und den Vogelschauplan von Josef Daniel von Huber von 1769/1774.
Zu den Raritäten des Museums zählen der Originalvertrag des Marchese Hippolito Malaspina 1700 mit der Gemeinde Wien über den Verkauf seines Besitzes, der späteren Vorstadt Josefstadt und ein schwarzer Fächer der Kaiserin Elisabeth (1837–1898).
Das Museum verfügt auch über eine Bibliothek mit ca. 7.000 Bänden und dem inhaltlichen Schwerpunkt zur Geschichte der Josefstadt. Der Großteil des Bestandes stammt aus Schenkungen an das Museum, unter anderem 4.500 Bände aus der Sammlung des 2010 verstorbenen Wiener Historikers Richard Perger. Auch zwei kleinere Spezialsammlungen zu den mit der Josefstadt verbundenen Schriftstellern Friedrich Hebbel und Stefan Zweig sind Bestandteil der Museumsbibliothek.
Architekten, die in der Josefstadt lebten oder wirkten, waren Lucas von Hildebrandt, Friedrich von Schmidt, Robert Oerley und Max Fleischer. Auch ihnen sind im Museum Erinnerungsstücke gewidmet. Die Josefstadt wird auch als „Mekka der Kaffeehäuser“ gewürdigt. (Café Eiles, Café Hummel etc.).
Unter den Wiener Bürgermeistern gab es viele, die im 8. Bezirk wohnten, darunter Cajetan Felder, Theodor Körner und Helmut Zilk. Auch ihrer wird hier gedacht, desgleichen der örtlichen Mäzene und Stifter.
Langjährige Leiterin des Bezirksmuseums Josefstadt war die Historikerin Elfriede Faber (1938–2009), die von 2004 bis zu ihrem Ableben auch als Präsidentin der Arbeitsgemeinschaft der Wiener Bezirksmuseen fungierte.

## Ausstellungen
- „Ich wollte Wien liebhaben, habe mich nicht getraut“. Das Leben der Schriftstellerin Lore Segal. (1928–2024. 1938 per Kindertransport in die USA emigriert.) – 28. Februar 2024 — 26. Jänner 2025.[3]